# Agathodes isabella
Agathodes isabella is een vlinder uit de familie van de grasmotten (Crambidae), uit de onderfamilie van de Spilomelinae. De wetenschappelijke naam van deze soort is voor het eerst gepubliceerd in 1989 door Pierre Viette.
De soort komt voor op Madagaskar.